# Lucius Valerius Flaccus (Kr. e. 152)
Lucius Valerius Flaccus (†Kr. e. 152) római politikus, az előkelő Valeria gens tagja volt. Kr. e. 152-ben consul volt, de még hivatali évében elhunyt.